# 大水井乡
大水井乡，是中华人民共和国云南省曲靖市罗平县下辖的一个乡镇级行政单位。

## 行政区划
大水井乡下辖以下地区：
大水井社区、栗树坡村、糯下村、箐口村、红箐村、大栗树村、金庆村、金歹村、革来村、波罗湾村、小鸡登村和炭山村。